# لاچاراک
لاچاراک (به صربی: Laćarak) یک منطقهٔ مسکونی در صربستان است که در سرمسکا میتروویتسا واقع شده‌است. لاچاراک ۵۴٫۵۱ کیلومتر مربع مساحت و ۱۰٬۶۳۸ نفر جمعیت دارد و ۷۸ متر بالاتر از سطح دریا واقع شده‌است.